# Das Tier II
Das Tier II (OT: Howling II – Stirba – Werewolf Bitch, Alternativtitel: Howling II – My Sister is a Werewolf) ist ein US-amerikanischer Horrorfilm und die erste von sieben Fortsetzungen des Filmes Das Tier von 1981.

## Inhalt
Der zweite Teil knüpft an die Handlung des ersten an. Der Film beginnt mit der Beerdigung von Journalistin Karen, die im ersten Teil vor laufender Kamera erschossen wurde, als sie sich in einen Werwolf verwandelte. Karens Bruder Ben und ihre beste Freundin Jenny lernen nach Karens Beerdigung den Werwolf-Jäger und Okkultismusexperten Stefan Crosscoe kennen. Dieser erklärt ihnen, dass Karen ein Werwolf sei und nur zur Ruhe kommen könne, wenn man ihr eine silberne Nadel mitten durchs Herz sticht.
Von dieser Vorstellung ist Ben alles andere als angetan. Als Stefan sich nachts an Karen zu schaffen macht, ist Ben schon da, um ihm Einhalt zu gebieten. Aber außer Ben haben sich Werwölfe eingefunden, welche Karen zu sich holen wollen. Nach dieser Nacht ist Ben davon überzeugt, dass Stefan die Wahrheit gesprochen hat. Stefan erklärt Ben und Jenny, dass dies alles von der Werwolfkönigin Stirba ausgeht und man diese vernichten muss. Also machen sich die drei auf den Weg nach Transsylvanien, wo sich Stirbas Schloss befindet. Was die beiden nicht wissen: Stefan ist Stirbas Bruder. Von einigen Helfern begleitet machen sie sich auf zum Schloss. Doch dort werden sie schon erwartet. Das Dorf, in dem sie ankommen, bereitet sich auf das „Fest des vollen Mondes“ vor. Die Wiedergeburt von Stirba rückt näher. Stefan findet Gleichgesinnte, die dem Treiben der Werwolfkönigin Einhalt gebieten wollen.
Ben und der kleinwüchsige Vasile verfolgen die amerikanische Werwölfin Mariana. Sie werden jedoch entdeckt. Während Ben entkommen kann, wird Vasile getötet. Währenddessen ist Jenny unterwegs zum Lager. Sie gerät jedoch an einen Verräter und wird nun im Schloss von Stirba gefangen gehalten. Stefan und Ben versammeln die restlichen Mitglieder des Widerstands und stürmen das Schloss. Während Ben Jenny befreien kann, trifft Stefan auf Stirba. Durch eine Finte gelingt es ihm, seine Schwester zu töten, die beiden verbrennen.
Kurz darauf ist Halloween. Ben und Jenny leben mittlerweile zusammen. Ein Kind im Wolfskostüm klingelt an der Tür und verschwindet wieder.

## Hintergrund
Teile des Films wurden in Český Krumlov und Prag, Tschechien gedreht. Der Film erschien im deutschsprachigen Raum in einer gekürzten Version auf Video. Bei einer DVD-Fassung aus Österreich, die ungekürzt ist, handelt es sich um ein Bootleg. Nachdem der Film vom Index gestrichen wurde, erhielt er 2013 nach einer Neuprüfung in Deutschland die Freigabe „ab 16 Jahren“.

## Kritik
Die erste Fortsetzung von Das Tier wurde von der Kritik als B-Film behandelt, der vor allem wegen seines trashigen Charakters beachtet wurde. So seien die Spezialeffekte auf einem sehr niedrigen Niveau, und die Kostüme der Darsteller lächerlich. Das Schloss sei lediglich aufgemalt, und Transsylvanien bestehe nur aus einer Straße. Zudem werde die Szene, in der Sybil Danning ihre Brüste zeigt, zweimal im Film wiederholt und im Abspann etwa zehn Mal. Einige Kritiker bezeichneten den Film auch als „one of the worst sequels in horror history and probably one of the worst movies ever made“ („Eine der schlechtesten Fortsetzungen und vielleicht einer der schlechtesten Horrorfilme, die je gedreht wurden“). Mit dem gelungenen ersten Teil hat diese Fortsetzung nach Ansicht der Kritiker nicht mehr viel zu tun.
Das Lexikon des internationalen Films urteilte, der Film sei eine „haarsträubende Mischung aus "gotischen" und modernen Horror-Elementen mit einigen recht kunstvoll fotografierten Szenen, die permanent in die denkbar primitivsten Sex- und Gewaltorgien zurückfällt.“
Christopher Lee entschuldigte sich 1990 während der Dreharbeiten zu Gremlins 2 – Die Rückkehr der kleinen Monster beim Regisseur Joe Dante, der auch Das Tier drehte, für die schlechte Fortsetzung.

## Trivia
- Regisseur Mora führte auch beim dritten Teil Regie, welcher 1987 erschien.
- Gary Brandner, welcher hier für das Drehbuch verantwortlich war, verfasste die literarischen Vorlagen für den ersten, zweiten und dritten Teil der Filmreihe. Diese erschienen 1977, 1978 und 1985.
- Ferdy Mayne, der eine kleine Nebenrolle spielte, war der Vampirgraf Krolock in Roman Polańskis Horrorklassiker Tanz der Vampire
- Sybil Danning übernahm im Grindhouse-Trailer Werewolf Women of the SS eine ähnliche Rolle.